# Myodes rex
Myodes rex е вид бозайник от семейство Хомякови (Cricetidae).

## Разпространение
Видът е разпространен в Япония.